# Gérard Mourou
Gérard Albert Mourou (2 juny 1944, Albertville, Savoia, França) és un físic francès especialitzat en la recerca sobre camps elèctrics i làser. Juntament amb Donna Strickland inventaren una tècnica d'amplificació de làsers que fou emprada per crear impulsos ultracurts d'alta potència, de l'ordre d'una potència del terawatt. Per aquesta invenció ambdós foren guardonats amb el Premi Nobel de Física de 2018.

## Vida
Mourou es formà a la Universitat Joseph Fourier de Grenoble on s'hi llicencià el 1967 en física. Des del 1970 realitzà una estada de tres anys a la Universitat Laval, Quebec, Canadà. Posteriorment realitzà el doctorat a Universitat Pierre-et-Marie-Curie (París VI) on s'hi doctorà el 1973. Realitzà una estada d'un any a la Universitat Estatal de San Diego, Califòrnia, per després passar a l'École Polytechnique de França. Des del 1979 les investigacions les continuà com a director del Grup de Recerca de Picosegons al Laboratori de Làser Energètic de la Universitat de Rochester, a Nova York. El 1991 fou nomenat director del Center for Ultrafast Optical Science, un centre de la National Science Foundation situat a la Universitat de Michigan. Des del 2005 és director del Laboratori d'Òptica Aplicada de lÉcole Nationale Superieure de Technique Avancée i professor lÉcole Polytechnique. Des del 2009 és professor del Haut Collège de l’École Polytechnique.

## Obra
Ha realitzat nombroses contribucions en el camp dels làsers ultraràpids, l'electrònica d'alta velocitat, i la medicina. La seva invenció més significativa, desenvolupada a la tesi doctoral de Donna Strickland de la qual n'era director a la Universitat de Rochester (Nova York), és l'amplificació de làser coneguda com a CPA (Chirped Pulse Amplification), que s'utilitza universalment avui. La generació d'impulsos d'attosegons (1 as =10–18 s) de CPA i els acceleradors de partícules compactes fan possible la generació d'intensitats de làser extremadament altes, de manera que obriren una nova branca de l'òptica. El 2005 proposà una nova infraestructura, Extrem Light Infrastructure (ELI), qui est distribuïda en tres pilars situats a la República Txeca, Romania i Hongria. També fou pioner en el camp de l'oftalmologia, ja que gràcies al làser de femtosegons (1fs = 10–15 s) es pot dur a terme la correcció precisa de la miopia i trasplantaments de còrnia. Més d'un milió d'aquestes intervencions són actualment realitzades anualment.

## Honors
És membre de l'Acadèmia Nacional dels EUA d'Enginyeria i membre estranger de l'Acadèmia Russa de les Ciències, l'Acadèmia de Ciències d'Àustria, i l'Acadèmia de Ciències de Llombardia i Lletres. És Cavaller de la Legió d'Honor.